# Neohaltichella brevigena
Neohaltichella brevigena är en stekelart som beskrevs av T.C. Narendran 1989. Neohaltichella brevigena ingår i släktet Neohaltichella och familjen bredlårsteklar. Inga underarter finns listade i Catalogue of Life.